# American Pickers
American Pickers (no Brasil: Caçadores de Relíquias; em Portugal: Caça Tesouros), é um seriado televiso estrelado por Mike Wolfe e Frank Fritz, que atuam como caçadores de joias ocultas em ferro-velhos, sótãos, garagens, galpões e celeiros. O seriado estreou em 18 de janeiro de 2010 no History Channel. Eles trabalham com Danielle Colby-Cushman, que dirige o escritório do Antique Archeology, enquanto os donos garimpam pelas estradas do interior dos Estados Unidos.

## Temporadas
| Temporada | Temporada | Episódios | Início da temporada    | Final da temporada     |
| --------- | --------- | --------- | ---------------------- | ---------------------- |
|           | 1         | 12        | 18 de janeiro de 2010  | 5 de abril de 2010     |
|           | 2         | 26        | 1 de junho de 2010     | 11 de abril de 2011    |
|           | 3         | 12        | 1 de junho de 2011     | 26 de setembro de 2011 |
|           | 4         | 28        | 28 de novembro de 2011 | 21 de outubro de 2012  |
|           | 5         | 28        | 11 de novembro de 2012 | 19 de agosto de 2013   |
|           | 6         | 33        | 9 de outubro de 2013   | 3 de setembro de 2014  |
|           | 7         | 7         | 29 de outubro de 2014  | 10 de dezembro de 2014 |